# 佐枝義重
佐枝 義重（さえだ よししげ、1885年（明治18年）1月26日 - 1946年（昭和21年）3月16日）は、大日本帝国陸軍軍人。最終階級は陸軍中将。功三級。

## 経歴
1885年（明治18年）に愛知県で生まれた。陸軍士官学校第17期、陸軍大学校第25期卒業。1928年（昭和3年）8月10日、陸軍歩兵大佐進級と同時に留守第3師団参謀長に着任。1929年（昭和4年）5月31日に第3師団司令部附となり、8月1日に歩兵第74連隊長に就任し、1931年（昭和6年）8月に歩兵第34連隊長に転じた。
1933年（昭和8年）8月1日、陸軍少将進級と同時に歩兵第4旅団長に着任。1934年（昭和9年）8月に熊本陸軍教導学校長に転じ、1935年（昭和10年）12月に朝鮮軍参謀長に就任し、1936年（昭和11年）12月1日に待命、12月3日に予備役に編入された。1938年（昭和13年）11月9日に召集され、武漢作戦終了後の歩兵第102旅団長（第11軍・第101師団）に着任。南昌攻略戦では修水渡河作戦で戦果を挙げ、贛湘作戦にも参加し、1940年（昭和15年）2月に復員し、8月1日に陸軍中将進級と同時に召集解除となった。